# زن جوان آتیه‌دار
زن جوان آتیه‌دار (انگلیسی: Promising Young Woman) فیلم آمریکایی در ژانر تریلر کمدی سیاه به نویسندگی، تهیه‌کنندگی و کارگردانی امرالد فنل است که در ۲۰۲۰ منتشر شد. در این فیلم کری مولیگان نقش یک زن جوان نابسامان را ایفا می‌کند که گرفتار گذشته‌ دردناکش شده و در پی انتقام است. بو برنهام، الیسون بری، کلنسی براون، جنیفر کولیج، لاورن کاکس و کانی بریتون در نقش‌های مکمل حضور دارند.
اولین نمایش جهانی زن جوان آتیه‌دار در ۲۵ ژانویهٔ ۲۰۲۰ در جشنواره فیلم ساندنس بود و در ۲۵ دسامبر ۲۰۲۰ به‌وسیلهٔ فوکس فیچرز در ایالات متحده اکران شد. این فیلم نقدهای مثبتی را دریافت کرد و فیلم‌نامه، کارگردانی و نقش‌آفرینی مولیگان مورد تحسین قرار گرفت. همچنین به فروش جهانی ۱۷ میلیون دلاری دست یافت. این فیلم در جوایز اسکار برندهٔ جایزهٔ بهترین فیلم‌نامه غیراقتباسی شد، و علاوه بر این نامزد دریافت جایزهٔ بهترین فیلم، بهترین کارگردانی، بهترین بازیگر زن (مولیگان) و بهترین تدوین بود.

## داستان
کیسی تامس یک زن ۳۰ ساله است که از دانشکده پزشکی ترک تحصیل کرده و با والدینش زندگی می‌کند. او در یک کافی شاپ در اوهایو کار می‌کند. هفت سال پیش از آن، یکی از همکلاسی‌هایش که باور داشت نام آن آل مونرو است، به بهترین دوستش نینا فیشر تجاوز کرد. هیچ تحقیقی از سوی مدرسه یا سیستم قانونی وجود نداشت و نینا در نهایت خودکشی کرد. کیسی برای انتقام شب‌هایش را با تظاهر به مستی در کلاب‌ها و بارها می‌گذراند و به مردان مست اجازه می‌دهد او را به خانه‌هایشان ببرند و اگر تلاش کنند از او سوء استفاده کنند، هوشیار می‌شود.
کیسی با رایان کوپر، همکلاسی سابقش که جراحی کودکان شده‌است، قرار می‌گذارد، و رایان می‌گوید که آل در حال ازدواج است. او طرحی را برای گرفتن انتقام از آل و دیگرانی که مظنون به مسئولیت تجاوز هستند آغاز می‌کند. او با همکلاسی پیشین خود به نام مدیسون مک‌فی دیدار می‌کند که همچنان تجاوز به نینا را انکار می‌کند. کیسی مدیسون را مست می‌کند و مردی را استخدام می‌کند تا مدیسون را به اتاق هتل ببرد. مدیسون بدون داشتن خاطره‌ای از اتفاقی که افتاده‌است، چندین پیام صوتی را برای کیسی می‌گذارد که او به آنها پاسخ نمی‌دهد.
کیسی بعداً الیزابت واکر، رئیس مدرسه را که پرونده نینا را به دلیل «فقدان شواهد» رد کرد، مورد هدف قرار می‌دهد. کیسی دختر نوجوانش، امبر را به داخل ماشینش می‌کشاند. بعداً به بهانه ادامه تحصیل با واکر ملاقات می‌کند و از او در مورد پرونده نینا سؤال می‌کند. وقتی واکر کارهایش را توضیح می‌دهد، کیسی به او می‌گوید که امبر را در یک اتاق خوابگاه با دانش‌آموزان پسر مست رها کرده‌است. واکر وحشت زده به خاطر بی عملی خود عذرخواهی می‌کند و در نهایت کیسی می‌گوید که امبر در رستوران و هیچ مشکلی ندارد. کیسی رابطه‌اش با رایان را لغو می‌کند و در عوض دوباره مردی را فریب می‌دهد تا او را به خانه ببرد. همان‌طور که آن‌ها از بار خارج می‌شوند تا به خانه بروند، با رایان برخورد می‌کند.
کیسی به ملاقات جردن گرین، وکیل ال، می‌رود که نینا را برای کنار گذاشتن اتهامات مورد آزار و اذیت قرار داده‌است. گرین که پس از حمله عصبی پس از خودکشی نینا از وکالت مرخصی گرفته‌است، پشیمان است و کیسی او را می‌بخشد. پس از دیدار مادر نینا، که او را ترغیب می‌کند تا ادامه دهد، کیسی از برنامه‌های انتقام‌جویی خود دست می‌کشد. او همچنین از رایان عذرخواهی می‌کند و آنها عاشق یکدیگر می‌شوند.
مدیسون در بیرون از خانه‌اش با کسی روبرو می‌شود، در حالی که ناامید است که بداند بعد از ناهار آن‌ها چه اتفاقی افتاده‌است که در اتاق هتل به خواب رفته‌است. کیسی به او اطمینان می‌دهد که هیچ اتفاقی نیفتاده است. مدیسون قبل از اینکه به او هشدار دهد که دیگر با او تماس نگیرد یک تلفن قدیمی حاوی فیلم تجاوز جنسی نینا را به او می‌دهد. کیسی با تماشای آن، رایان را به عنوان یک تماشاگر می‌بیند. او با رایان روبرو می‌شود و تهدید می‌کند که ویدیو را منتشر می‌کند مگر اینکه او به او بگوید مهمانی مجردی آل کجا برگزار می‌شود. رایان به او می‌گوید و از او طلب بخشش می‌کند، اما کیسی قبول نمی‌کند.
کیسی به مهمانی مجردی آل می‌رسد و نقش استریپر زن را بازی می‌کند. او به دوستان ال مواد مخدر می‌دهد و آل را به طبقه بالا می‌برد. او را به تخت می‌بندد و سرانجام هویتش را فاش می‌کند. در حالی که او آماده می‌شود نام «نینا» را روی شکم آل حک کند، دستبند آل پاره شده و او را با بالش خفه می‌کند. صبح روز بعد، بهترین دوست آل، جو، به او کمک می‌کند تا بدن کیسی را بسوزاند. والدین او گزارش مفقودی را ارائه می‌کنند و پلیس شروع به تحقیق می‌کند. رایان به آن‌ها می‌گوید که کیسی دچار اختلال روانی شده‌است و به آنها نمی‌گوید که به مهمانی مجردی رفته‌است.
در عروسی آل، رایان چندین پیام متنی از پیش تعیین‌شده از کیسی دریافت می‌کند. وکیل گرین نیز بسته‌ای را از کیسی دریافت می‌کند که حاوی فیلم تجاوز جنسی نینا و دستورالعمل‌هایی است که در صورت عدم بازگشت او از مهمانی مجردی باید رعایت کند. گیل، مدیر و دوست کیسی، گردن‌بندی نیمه‌شکل قلب با نام کیسی را در زیر صندوق پول پیدا می‌کند. کیسی در هنگام کشته شدن نیمی از نام نینا روی گردن بند را پوشیده بود. پلیس بقایای سوخته و گردنبند او را کشف می‌کند و ال را به خاطر قتل دستگیر می‌کند. رایان متن نهایی را از کیسی دریافت می‌کند که با نام او و نینا امضا شده‌است.

## بازیگران
- کری مولیگان در نقش کیسی تامس
- بو برنهام در نقش رایان کوپر
- الیسون بری در نقش مدیسون مک فی
- کلنسی براون در نقش استنلی تامس
- جنیفر کولیج در نقش سوزان تامس
- لاورن کاکس در نقش گیل
- کریس لوول در نقش آل مونرو
- مالی شنون در نقش خانم فیشر
- کانی بریتون در نقش دین واکر
- آدام برودی در نقش جری
- ماکس گرینفیلد در نقش جو
- کریستوفر مینتس-پلس در نقش نیل
- استیو مونرو در نقش کارآگاه والر
- سم ریچاردسون در نقش پال

## تولید

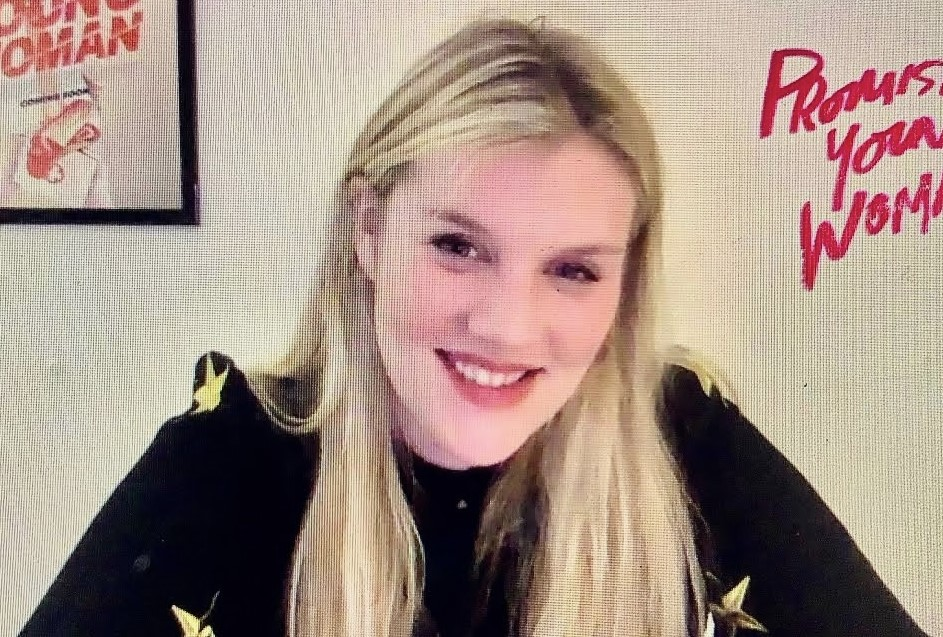
نویسنده و کارگردان امرالد فنل

امرالد فنل طرح داستانی فیلم را در سال ۲۰۱۷ طراحی کرد و فیلمنامه را به کمپانی تولیدی مارگوت رابی فروخت. در ژانویه ۲۰۱۹ اعلام شد که کری مولیگان قرار است در این فیلم با کارگردانی فنل بازی کند. در مارس ۲۰۱۹، بو برنهام، آلیسون بری، کانی بریتون، آدام برودی، جنیفر کولیج، لاورن کاکس، مکس گرینفیلد، کریستوفر مینتز-پلاس، سم ریچاردسون، و مالی شانون به بازیگران پیوستند، و آنجلا براون و کلانسی براون نیر در آوریل اضافه شد. مراحل تصویربرداری اصلی به مدت ۲۳ روز در ۲۶ مارس ۲۰۱۹ در لس آنجلس آغاز شد. اکثر نماهای بیرونی در کال پلی پومونا فیلمبرداری شده‌است.
به گفته کری ویتمر از د رینگر، گروه تولید فیلم عمداً بازیگران مردی را انتخاب کردند که قبلاً شخصیت‌هایی را بازی می‌کردند که به عنوان خوب یا سالم شناخته می‌شدند تا این ایده را تقویت کنند که شکارچی می‌تواند هر کسی باشد. فنل «تابلوهای ایده‌ها» که قبل از شروع یک پروژه الهام بخش است را ایجاد کرد تا به عوامل نشان دهد که چگونه کیسی جنبه‌های متفاوتی را از شخصیت خود دارد.
در ابتدا، فنل قصد داشت فیلم را در زمان سوزاندن جسد کیسی به پایان برساند، اما سرمایه‌داران تولید از داشتن یک پایان منفی خودداری کردند. او همچنین پایانی را در نظر گرفت که کیسی در عروسی ظاهر می‌شود و مردان مسئول را می‌کشد اما آن را غیر واقعی می‌دانست. او تصمیم گرفت پایانی داشته باشد که کیسی یک برنامه انتقام پشتیبان داشته باشد زیرا احساس می‌کرد که کیسی در برنامه‌ریزی خود دقیق خواهد بود و می‌دانست که ممکن است بمیرد. علاوه بر این، فنل اظهار داشت که دستگیری ال در مراسم عروسی اش نشان دهنده حس شوخ‌طبعی کیسی است.

## انتشار
در فوریه ۲۰۱۹، فوکس فیچرز حقوق توزیع فیلم را به دست آورد. این اولین نمایش جهانی آن در ۲۵ ژانویهٔ ۲۰۲۰ در جشنواره فیلم ساندنس بود. فیلم در ابتدا قرار بود در ۱۷ آوریل ۲۰۲۰ اکران شود، اما تاریخ به دلیل بسته شدن سینماها در طول همه‌گیری کووید-۱۹ از برنامه خارج شد. در عوض در ۲۵ دسامبر ۲۰۲۰ و در ۱۵ ژانویه ۲۰۲۱ به‌صورت ویدئو به‌درخواست عرضه شد. نسخهٔ دیسک بلوری در ۱۶ مارس ۲۰۲۱ منتشر شد.

## بازخورد

### گیشه
زن جوان آتیه‌دار در ایالات متحده و کانادا ۶٫۵ میلیون دلار و در مناطق دیگر ۱۰٫۷ میلیون دلار فروخت که مجموعاً ۱۷٫۲ میلیون دلار در سراسر جهان فروش داشت.
در آمریکای شمالی، این فیلم در کنار زن شگفت‌انگیز ۱۹۸۴، اخبار جهان و پینوکیو اکران شد و پیش‌بینی می‌شد در آخر هفته افتتاحیه‌اش حدود ۲ میلیون دلار بفروشد. این فیلم با فروش ۷۱۹۳۰۵ دلاری در رده پنجم باکس آفیس قرار گرفت. حدود ۶۳ درصد از مخاطبان زن و ۷۴ درصد افراد بالای ۲۵ سال بودند. این فیلم در آخر هفته دوم اکران با ۴٫۴ درصد افت به ۶۸۷۹۰۰ دلار رسید، سپس در سومین آخر هفته اکران ۵۸۶۲۸۵ دلار فروخت و هر دو بار در رتبه ششم قرار گرفت. این فیلم در آخر هفته‌های بعدی عملکرد بهتری ادامه داد، که شاهد افزایش ۱۶ درصدی پس از چهار نامزدی گلدن گلوب بود. مجموع فروش تا ۲۱ فوریه به ۵٫۱ میلیون دلار رسید.

### بازخورد منتقدان

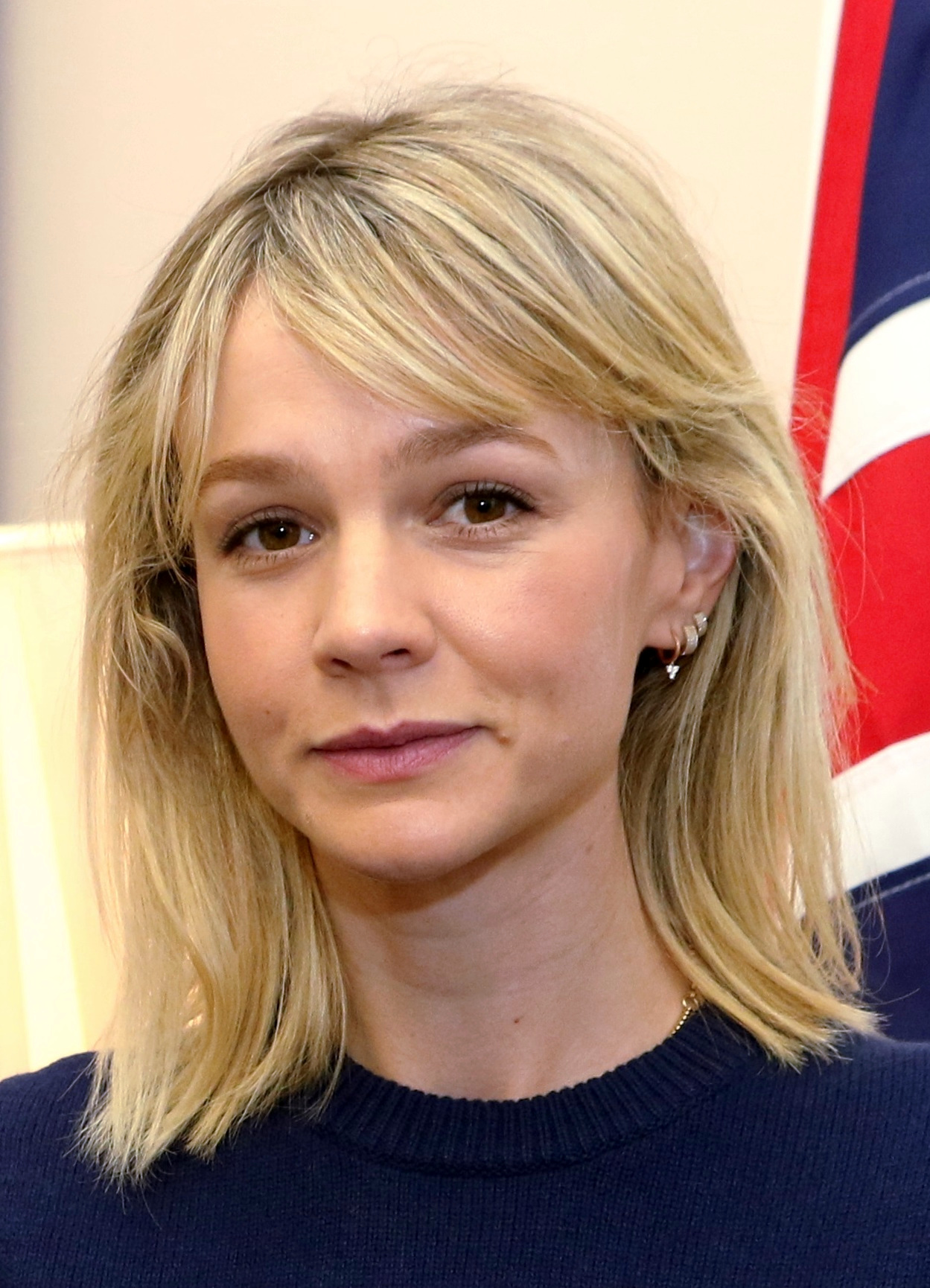
نقش‌آفرینی کری مولیگان تحسین منتقدان را به همراه داشت و برایش نامزد دریافت جایزهٔ اسکار بهترین بازیگر زن شد.

زن جوان آتیه‌دار مورد تحسین منتقدان قرار گرفت. در وب‌سایت جمع‌آوری نقد راتن تومیتوز این فیلم بر اساس ۴۰۲ بررسی، امتیاز تأیید %۹۰ و نمرهٔ ۸٫۱/۱۰ را کسب کرده‌است. اجماع منتقدان این سایت می‌گوید: «زن جوان آتیه‌دار که تریلری جسورانه، تحریک‌آمیز و به موقع است، اولین فیلم خوش‌آیند نویسنده-کارگردان، امرالد فنل – و یک نقطه برجسته حرفه‌ای برای کری مولیگان است.» این فیلم در متاکریتیک بر اساس نظر ۴۸ منتقد، امتیاز ۷۳ از ۱۰۰ را کسب کرده که نشان‌گر «نقدهای عموماً مطلوب» است. تماشاگران شرکت‌کننده در نظرسنجی سینماسکور به فیلم نمره متوسط «B+» را در مقیاس A+ تا F دادند؛ وبگاه پست‌ترک گزارش داد ۷۳ درصد از افراد به فیلم نمره مثبت داده‌اند و ۴۳ درصد گفته‌اند که قطعاً آن را توصیه می‌کنند.

### افتخارات
زن جوان آتیه‌دار در نود و سومین دوره جوایز اسکار در پنج رشته نامزد شد و توانست جایزهٔ بهترین فیلم‌نامه غیراقتباسی را کسب کند. این فیلم برای ۱۳ رشته جایزه از هفتاد و چهارمین دوره جوایز فیلم آکادمی بریتانیا از جمله بهترین کارگردانی برای فنل، بهترین بازیگر زن برای مولیگان و بهترین بازیگر نقش مکمل مرد برای برنهام فرستاده شد. این فیلم در شش بخش نهایی نامزد و دو جایزهٔ بهترین فیلم‌نامه اصلی و فیلم بریتانیایی برجسته را برنده شد. همچنین نامزد دریافت چهار جایزه در هفتاد و هشتمین مراسم گلدن گلوب بود.